# Ollivier Pourriol
Pour l’article homonyme, voir Charles Pourriol.
Ollivier Pourriol, né le 28 octobre 1971 à Lyon, est un philosophe, romancier, essayiste et conférencier français. Il a été également réalisateur, scénariste et monteur d'un unique court-métrage. Il a été pendant trois ans professeur de philosophie en lycée.

## Biographie
À 17 ans, alors qu'il est étudiant en classe de première S au Lycée Charles-de-Gaulle à Londres, il décroche le premier prix de composition française au concours général 1988. Le texte a été publié dans le journal Le Monde du mercredi 6 juillet 1988. 
Ollivier Pourriol est normalien (1992 l) et agrégé de philosophie (1995).
Il a enseigné à l'École active bilingue Jeannine-Manuel et au lycée de Sèvres avec une prédilection pour Alain, Jules Lagneau (le maître de ce dernier), Gilles Deleuze et Michel Foucault.
Il s'est chargé de faire perdurer la pensée de celui qui fut pour lui un professeur de philosophie exceptionnel, Hubert Grenier (1929-1997) (professeur de philosophie pendant vingt-cinq ans en khâgne au Lycée Louis-le-Grand), dans un livre intitulé Hubert Grenier - La Liberté heureuse (2003) ; « une rencontre qui a changé ma vie », dit l'ancien élève, pas vraiment disciple mais plutôt un « ami ».
Ollivier Pourriol a été scénariste pour jeux vidéo, tel Big Bug Bang (Le retour du Commander Blood) en 1996. Il a connu un grand succès critique avec son premier roman, Mephisto Valse (2001), qui obtient le Prix René-Fallet 2002. Par la suite, il publie Le Peintre au couteau (2005, roman), Polaroïde (2006, roman coécrit avec son ami américain James Douglas (1971-2005)), Alain, le grand voleur (2006, essai) et Cinéphilo. Les plus belles questions de la philosophie sur grand écran (2008, essai). Cet ouvrage est la version écrite d'une démarche « ciné-philosophique » qu'il a pratiqué régulièrement pendant presque dix ans dans une salle de cinéma du MK2 Bibliothèque situé dans le 13e arrondissement de Paris. Son Vertiges du désir. Comprendre le désir par le cinéma (2011, essai) en est la suite. Il a diversifié son concept de « Ciné Philo » à travers plusieurs dizaines de séances de quelques minutes sur Orange Cinénovo via Studio Philo.
En 2005, Ollivier Pourriol a écrit, produit et réalisé le court-métrage Coupé au montage interdit aux moins de 16 ans.
Il a été l'invité de l'émission de Raphaël Enthoven Les nouveaux chemins de la connaissance sur France Culture le 17 novembre 2008, la semaine étant consacrée à la « Philosophie du cinéma ou cinéma de la philosophie ».
Il participe quelquefois à la revue Philosophie Magazine ou au journal Libération. 
Il a été l'invité de l'émission de Raphaël Enthoven Philosophie sur Arte le 14 février 2012 sur le thème du foot. Il a également écrit pour le journal Le 1.
Ollivier Pourriol fut embauché pour faire partie de l'émission Le Grand Journal sur Canal+ durant la saison 2011-2012, à propos de laquelle il affirme selon son point de vue l'insincérité de l'équipe, la conformation de la pensée à l'audimat ainsi que la censure sur les livres. Il en témoigne dans un pamphlet publié en 2013, On/Off (Comédie).
Il est membre du collège de recommandation de l'AFCAE (Association française des cinémas d'art et d'essai).

## Œuvre
Livres
- 2001 : Mephisto Valse[25]- Roman - Grasset - Prix René-Fallet 2002[10]
- 2003 : La Liberté heureuse : cours et conférences[26]- Cours de Hubert Grenier - Grasset
- 2005 : Le Peintre au couteau[27]- Roman - Grasset
- 2006 : Polaroïde- Roman - Grasset
- 2006 : Alain, le grand voleur[28]- Essai - Biblio Essais, Le Livre de Poche
- 2008 : Cinéphilo. Les plus belles questions de la philosophie sur grand écran[29]- Essai - Hachette Littératures - Collection « Haute Tension » (collection de philosophie contemporaine créée en 2008 par Charles Pépin)
- 2010 : Éloge du mauvais geste[30] - Essai - NiL
- 2011 : Vertiges du désir. Comprendre le désir par le cinéma.[31] - Essai - NiL
- 2013 : On/Off[32] - Comédie - NiL
- 2015 : Ainsi parlait Yoda[33] - Philosophie intergalactique - Michel Lafon
- 2016 : Une fille et un flingue[34] - Roman - Stock
- 2018 : Facile ! L'art français de réussir sans forcer[35] - Essai - éditions Michel Lafon

Adaptations théâtrales
- 2016 : Éloge du mauvais geste[36] avec Denis Laujol et mise en scène par Valéry Cordy.

Films
- 2005 : Coupé au montage - Court-métrage (fiction/fantastique)

Conférences
- 8 saisons de Ciné Philo au MK2 Bibliothèque
- 3 saisons à la Cinémathèque de Nice
- 2 saisons à la Philharmonie de Paris

Vidéos philosophiques
- 2 saisons de Studio Philo sur OCS (soit 25 séances)